# Argentina na Zimních olympijských hrách 1948
Argentina na Zimních olympijských hrách v roce 1948 reprezentovala výprava 9 sportovců (pouze muži) ve 2 sportech.

## Alpské lyžování
Muži
| Sportovec         | Soutěž | 1. kolo        | 1. kolo  | 2. kolo | 2. kolo  | Celkem | Celkem   |
| Sportovec         | Soutěž | Čas            | Umístění | Čas     | Umístění | Čas    | Umístění |
| ----------------- | ------ | -------------- | -------- | ------- | -------- | ------ | -------- |
| Julio Cernuda     | Sjezd  |                |          |         |          | 4:46.4 | 95       |
| Pablo Rosenkjer   | Sjezd  |                |          |         |          | 4:36.2 | 93       |
| Gino de Pellegrín | Sjezd  |                |          |         |          | 4:25.2 | 91       |
| Otto Jung         | Sjezd  |                |          |         |          | 4:09.3 | 85       |
| Luis de Ridder    | Sjezd  |                |          |         |          | 3:50.2 | 68       |
| Justo del Carril  | Sjezd  |                |          |         |          | 3:46.2 | 63       |
| Otto Jung         | Slalom | 1:54.1         | 56       | 1:21.6  | 46       | 3:15.7 | 53       |
| Pablo Rosenkjer   | Slalom | 1:53.7 (+0:05) | 55       | 1:34.2  | 55       | 3:27.9 | 56       |
| Luis de Ridder    | Slalom | 1:32.2         | 44       | 1:20.2  | 41       | 2:52.4 | 42       |
| Gino de Pellegrín | Slalom | 1:29.8         | 40       | 1:23.5  | 47       | 2:53.3 | 43       |

Kombinace muži
Sjezdová část byla zajeta zároveň se samostatným sjezdem, výsledky si můžete prohlédnout v tabulce výše. Zato slalomová část probíhala zvlášť.
| Sportovec         | Slalom | Slalom | Slalom   | Celkem (sjezd + slalom) | Celkem (sjezd + slalom) |
| Sportovec         | 1. čas | 2. čas | Umístění | Body                    | Umístění                |
| ----------------- | ------ | ------ | -------- | ----------------------- | ----------------------- |
| Luis de Ridder    | 2:46.3 | 1:20.9 | 67       | 80.11                   | 63                      |
| Pablo Rosenkjer   | 1:45.3 | 1:34.6 | 59       | 84.62                   | 64                      |
| Otto Jung         | 1:45.2 | 1:26.1 | 55       | 66.05                   | 56                      |
| Gino de Pellegrín | 1:40.8 | 1:27.2 | 50       | 73.29                   | 60                      |

## Boby
| Sportovci                        | Soutěž  | 1. kolo | 1. kolo  | 2. kolo | 2. kolo  | 3. kolo | 3. kolo  | 4. kolo | 4. kolo  | Celkem | Celkem   |
| Sportovci                        | Soutěž  | Čas     | Umístění | Čas     | Umístění | Čas     | Umístění | Čas     | Umístění | Čas    | Umístění |
| -------------------------------- | ------- | ------- | -------- | ------- | -------- | ------- | -------- | ------- | -------- | ------ | -------- |
| Marcello de Ridder Héctor Tomasi | Dvojbob | 1:29.2  | 16       | 1:28.5  | 16       | 1:27.8  | 15       | 1:27.3  | 15       | 5:52.8 | 15       |

| Sportovci                                                         | Soutěž  | 1. kolo | 1. kolo  | 2. kolo | 2. kolo  | 3. kolo | 3. kolo  | 4. kolo | 4. kolo  | Celkem | Celkem   |
| Sportovci                                                         | Soutěž  | Čas     | Umístění | Čas     | Umístění | Čas     | Umístění | Čas     | Umístění | Čas    | Umístění |
| ----------------------------------------------------------------- | ------- | ------- | -------- | ------- | -------- | ------- | -------- | ------- | -------- | ------ | -------- |
| Justo del Carril Salvador Correa Marcello de Ridder Héctor Tomasi | Čtyřbob | 1:20.5  | 12       | 1:23.4  | 12       | 1:24.5  | 12       | 1:24.5  | 10       | 5:32.9 | 12       |